# Necrobia rufipes
El escarabajo de patas rojas o escarabajo del jamón, Necrobia rufipes, es una especie de escarabajo depredador, de la familia Cleridae, que tiene una distribución cosmopolita, fue descrito por De Geer en 1775.  
Los escarabajos adultos tienene una longitud de 3,5–7 mm, convexos, rectos, y la superficie tiene indentaciones llamadas punteaduras.
Son de color verde metálico brillante o de color azul verdoso. Las patas y las antenas son rojas.
Se alimentan especialmente de las larvas de moscas, por ejemplo de Calliphora, y escarabajos, por ejemplo Dermestidae y Piophilidae, que infestan la carne y el pescado curados. Los adultos son alimentadores superficiales. Las larvas perforan carnes y pescados secos o ahumados y así hacen más daño. El escarabajo del jamón de patas rojas también ataca los huesos, la piel, al huevo seco, al queso, al guano, harina de hueso y frutos de palmera.
Aunque la refrigeración ha reducido el impacto del escarabajo en las carnes, son una plaga destructiva significativa de pescado seco y salado, incluido el arenque. Estaba bien documentada como una amenaza para la agricultura en 1925.